# Serampore
Serampore er en by i delstaten Vestbengalen i det nordøstlige Indien. Den ligger ved flodarmen Hooghly i Ganges-flodens delta. Byen har 181.842(2011) indbyggere. Den ligger i distriktet Hooghly og indgår i Kolkatas storbyområde.
Serampore var tidligere under navnet Frederiksnagore en dansk koloni. Kolonien blev indviet i 1755, men forinden var forløbet en hektisk periode med enkelte danske faktorier i området i perioden 1625–1642. Bengalen med den store flodarm Hooghly var attraktiv for alle europæiske kolonimagter, som alle havde anlagt handelsstationer eller loger langs floden.

## Historie

### Første danske loge i Dannemarksnagore
Ostindisk Kompagni fik i 1698 formel tilladelse til at anlægge en loge på et lejet areal ud mod Hooghly Floden umiddelbart syd for den franske loge i Chandernagore. Efter anlæggelse af en mur omkring området blev logen taget i anvendelse i 1700 under navnet Dannemarksnagore. Men som det også havde været tilfældet med tidligere anlagte loger resulterede lokale stridigheder i at loger jævnligt blev nedlagt efter røveriske overfald, kombineret med efterfølgende nyetableringer suppleret af hævngerrige overfald på lokale flodtransporter. Dette var også tilfældet med Dannemarksnagore, hvorfra danskerne måtte flygte i 1714 efter at have efterladt en formel dansk krigserklæring mod Bengalen.

### Etablering i Serampore
Med støtte fra den franske guvernør i Chandernagore lykkedes det imidlertid senere den danske udsending I.C. Soetmann fra kolonihovedkvarteret i Trankebar at få en formel handelstilladelse fra den dominerende lokale hersker Nawab Alivardi Khan af Bengalen (nawab = fyrste), så Asiatisk Kompagni (efterfølgeren for Ostindisk Kompani) kunne handle i hele Bengalen samt de tilstødende regioner i Orissa og Bihar mod en fast toldafgift på 2,5% (samt penge og en masse gaver til nawab'en).
Samtidig fik Asiatisk Kompani tilladelse til at oprette en loge ved landsbyen Serampore, nogle km syd for den tidligere loge i Danemarksnagore og omkring 25 km nord for det britiske kolonihovedkvarter i Kolkata (dengang Calcutta). Først blev et område ud mod Hooghly-floden i landsbyen Sripur erhvervet og herefter blev større arealer lejet omkring de tilstødende landsbyområder Serampur, Akne og Pearapur. Efter disse erhvervelser omfattede den danske koloni ca. 100 km² med en befolkning på omkring 11.000 og op til det dobbelte i glansperioden.
Ved indvielsen af kolonien eller logen fik den navnet Frederiksnagore (efter Frederik 5.), men i dagligt sprogbrug blev betegnelsen Serampore fortsat almindeligt anvendt.
Gennem en årrække voksede aktiviterne i Serampore, og området tiltrak lokale og europæiske entreprenører, missionærer og initiativrige administratorer. Det lille universitet Serampore College blev grundlagt af tre baptistiske missionærer i 1819, og ved kongelig resolution i 1829 blev byen ophøjet til den tredje universitetsby i Det Danske Monarki (efter København og Kiel). Serampore College er det ældste fungerende universitet i Indien og det første moderne universitet i Asien.

### Stigende vanskeligheder
Vanskelighederne for kolonien i Serampore voksede støt, og såvel briterne som de lokale bengalske fyrster lagde i stadig voksende omfang begrænsninger på danskernes handelsmuligheder, eller hindrede simpelthen samtlige tilførsler til Serampore. Omfanget af handelsaktiviteterne blev mindre og mindre og i 1845 blev kolonien solgt til Det Forenede Kongerige Storbritannien og Irland.

## Danske efterladenskaber i Serampore
- Sct Olau Kirken
- Den danske kirkegård
- Serampore College
- Den gamle danske guvernørbolig

## Galleri
- Sankt Olavs Kirke
- Den danske kirkegård
- Serampore College
- Den danske guvernørbolig